# 卡德雷塔
卡德雷塔（西班牙語：Cadreita）是西班牙纳瓦拉的一个市镇。总面积27平方公里，总人口1962人（2001年），人口密度73人/平方公里。